# Gélose MOX
 (avril 2025).
Si vous disposez d'ouvrages ou d'articles de référence ou si vous connaissez des sites web de qualité traitant du thème abordé ici, merci de compléter l'article en donnant les références utiles à sa vérifiabilité et en les liant à la section « Notes et références ».
 (novembre 2022).
La gélose mox (gélose OXFORD modifiée au moxalactam) est un milieu de culture.

## Usage
Isolement sélectif des Listeria

## Composition
- Gélose Columbia modifiée		38,1 g
- Esculine		1,0 g
- Citrate de fer III ammoniacal		0,50 g
- Colistine 0,01 g
- Moxalactam		0,02 g (= Latamoxef)
- Chlorure de lithium		15,00 g
- pH = 7,2

## Préparation
55,5 g de poudre par litre. Autoclavage classique. Le moxalactam (et la colistine pour certains fabricants) est ajouté après autoclavage.

## Lecture
Halo noir autour des colonies : hydrolyse de l'esculine par une β-glucosidase. Listeria est pratiquement la seule bactérie à cultiver : seuls quelques Enterococcus peuvent être rencontrés. Les inhibiteurs sont le moxalactam ou latamoxef, céphalosporine, et le Li+ à haute concentration. Incubation conseillée : 24 à 48 h à 37 °C.
Le milieu est avant tout utilisé pour la recherche de Listeria monocytogenes en microbiologie des aliments selon la norme NF EN ISO 11290-1.